# Autocrat Light Car

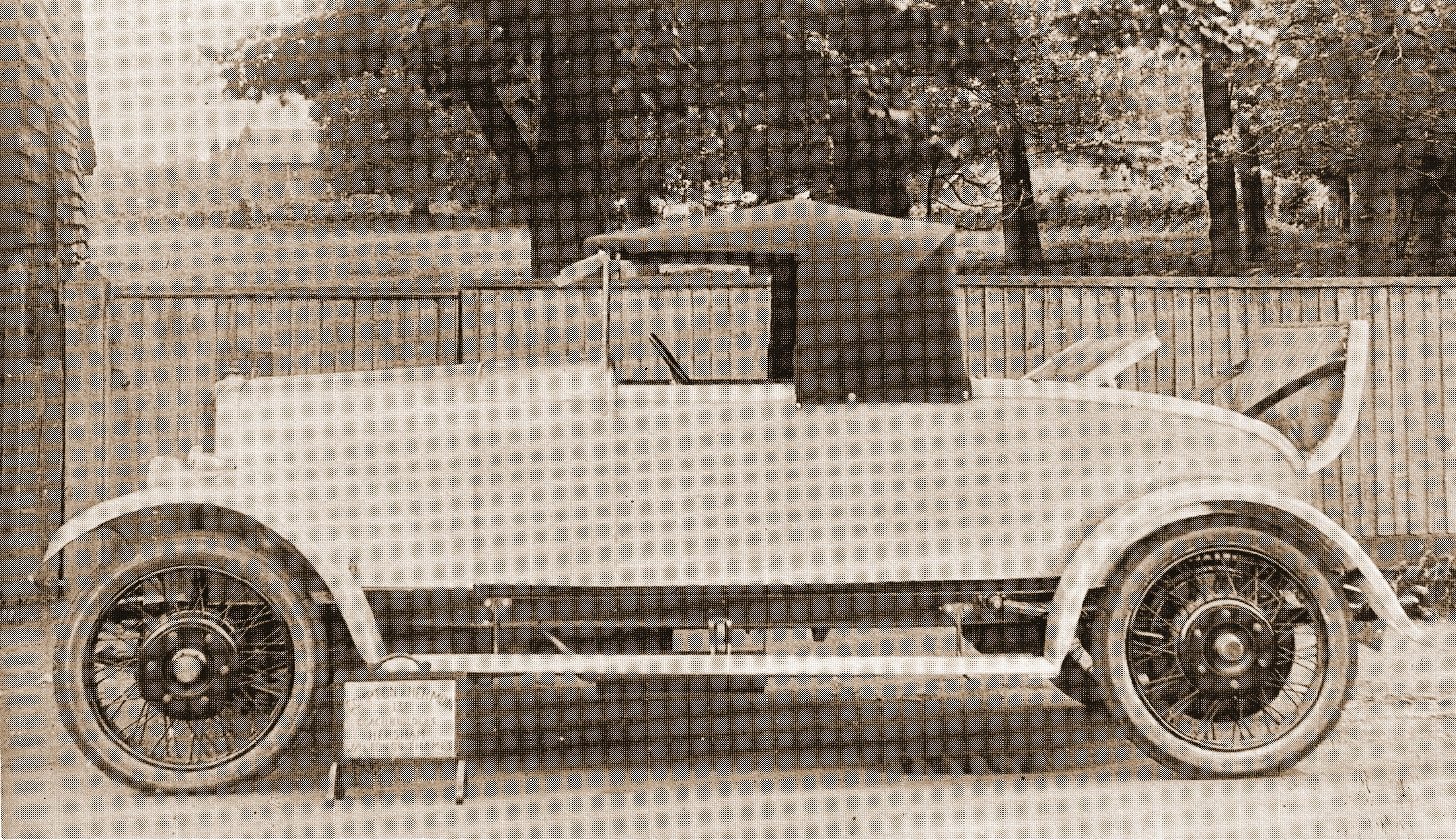
Autocrat 10/12 PS (1924)

Die Autocrat Light Car Company war ein britischer Automobilhersteller in Hall Green bei Birmingham. Von 1913 bis 1926 entstanden dort verschiedene leichte Personenkraftwagen mit Zwei- oder Vierzylindermotoren.
Vor dem Ersten Weltkrieg wurden stets gleich starke Zwei- und Vierzylindermodelle parallel gefertigt. Ab 1916 gab es nur noch wassergekühlte Vierzylindermodelle.
1926 musste das Unternehmen aus wirtschaftlichen Gründen den Betrieb einstellen.

## Modelle
| Modell   | Bauzeitraum | Zylinder | Hubraum  | Radstand     |
| -------- | ----------- | -------- | -------- | ------------ |
| 8 hp     | 1913        | 2 Reihe  | 1104 cm³ | 2286 mm      |
| 8/10 hp  | 1913        | 4 Reihe  | 1244 cm³ | 2591 mm      |
| 9 hp     | 1914        | 2 Reihe  | 1099 cm³ |              |
| 9 hp     | 1914        | 4 Reihe  | 1094 cm³ | 2286 mm      |
| 10/12 hp | 1916        | 4 Reihe  | 1088 cm³ | 2591 mm      |
| 12 hp    | 1919–1924   | 4 Reihe  | 1496 cm³ | 2591–2743 mm |
| 11,9 hp  | 1919        | 4 Reihe  | 1529 cm³ | 2591 mm      |
| 12/15 hp | 1922        | 4 Reihe  | 2179 cm³ | 2896 mm      |
| 10/12 hp | 1924        | 4 Reihe  | 1247 cm³ | 2438 mm      |

## Quelle
- David Culshaw & Peter Horrobin: The Complete Catalogue of British Cars 1895–1975. Veloce Publishing plc. Dorchester (1999).  ISBN 1-874105-93-6